# Korg KARMA

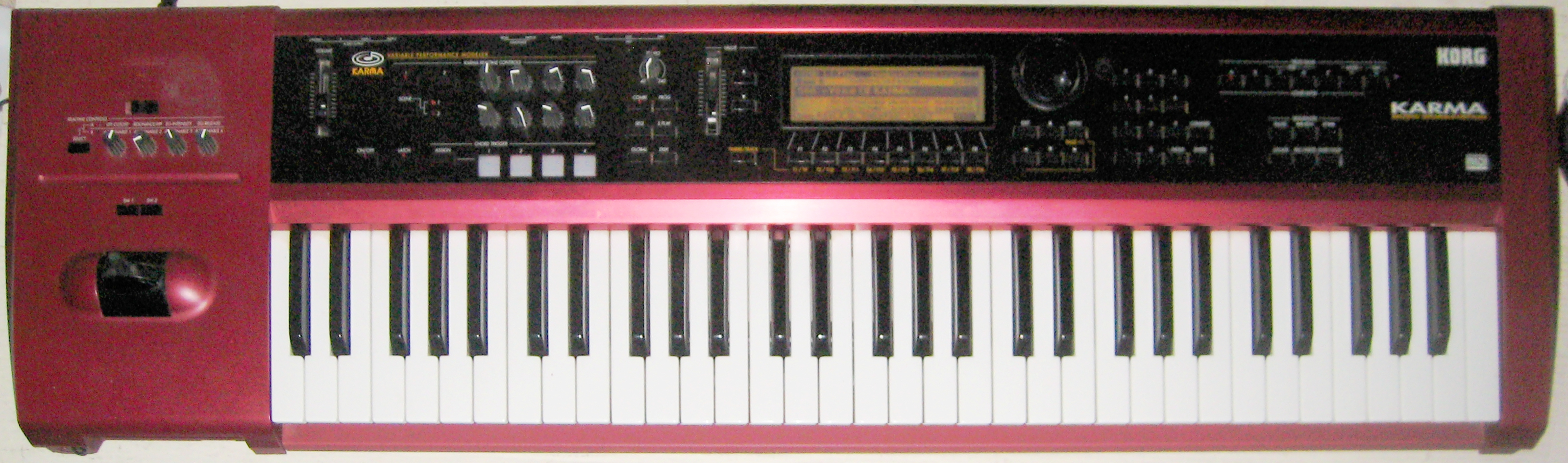
Clavier du KARMA

Le KARMA est un synthétiseur conçu et distribué par la société japonaise Korg depuis 2001.